# Нову-Кабрайс
Нову-Кабрайс (порт. Novo Cabrais) — муниципалитет в Бразилии, входит в штат Риу-Гранди-ду-Сул. Составная часть мезорегиона Восточно-центральная часть штата Риу-Гранди-ду-Сул. Входит в экономико-статистический микрорегион Кашуэйра-ду-Сул. Население составляет 3764 человека на 2007 год. Занимает площадь 192,342 км². Плотность населения — 19,4 чел./км².
Праздник города — 28 декабря.

## История
Город основан 28 декабря 1997 года.

## Статистика
- Валовой внутренний продукт на 2005 составляет 27 706 000,00 реалов (данные: Бразильский институт географии и статистики).
- Валовой внутренний продукт на душу населения на 2005 составляет 12 010,00 реалов (данные: Бразильский институт географии и статистики).
- Индекс развития человеческого потенциала на 2000 составляет 0,729 (данные: Программа развития ООН).

## География
Климат местности: субтропический. В соответствии с классификацией Кёппена, климат относится к категории Cfa.